# 中華民國汽車駕駛執照

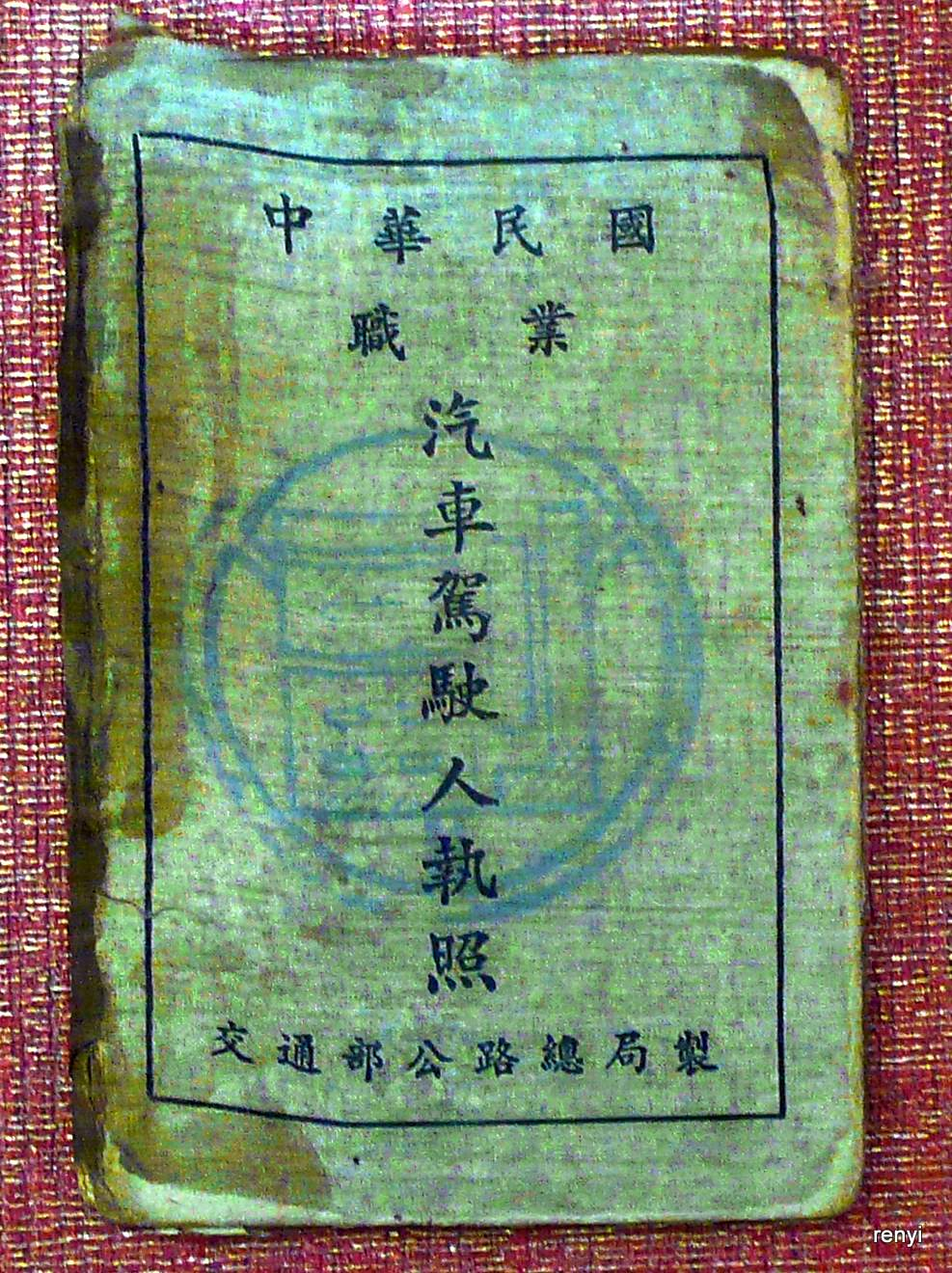
舊版中華民國職業汽車駕駛人執照

中華民國汽車駕駛執照是中華民國交通部製發的駕駛執照之一，全名為中華民國交通部製發汽車駕駛執照。

## 種類與格式

### 駕照種類
中華民國法規命令《道路交通安全規則》第53條規定，共分為15種：
| 01. | 小型車普通駕駛執照 | 普通小型車 | 05. | 小型車職業駕駛執照 | 職業小型車 | 11. | 小型輕型機車駕駛執照 | 小型輕型機車 |
| 02. | 大貨車普通駕駛執照 | 普通大貨車 | 06. | 大貨車職業駕駛執照 | 職業大貨車 | 12. | 普通輕型機車駕駛執照 | 普通輕型機車 |
| 03. | 大客車普通駕駛執照 | 普通大客車 | 07. | 大客車職業駕駛執照 | 職業大客車 | 14. | 普通重型機車駕駛執照 | 普通重型機車 |
| 04. | 聯結車普通駕駛執照 | 普通聯結車 | 08. | 聯結車職業駕駛執照 | 職業聯結車 | 15. | 大型重型機車駕駛執照 | 大型重型機車 |

- No09.「國際駕駛執照」
- No10.「輕型機器腳踏車駕駛執照」（輕型機車），不再發照（民國96年）
  - 劃分為：No11.「小型輕型機器腳踏車駕駛執照」（小型輕型機車）　及　No12.「普通輕型機器腳踏車駕駛執照」（普通輕型機車）。
- No13.「重型機器腳踏車駕駛執照」（重型機車），不再發照（民國91年）
  - 劃分為：No14.「普通重型機器腳踏車駕駛執照」（普通重型機車）　及　No15.「大型重型機器腳踏車駕駛執照」（大型重型機車）。

### 駕照格式
自2010年7月1日起中華民國汽車駕駛執照正面資料格式如下，反面則作印有駕駛人資料更正之備用註記欄位。
2013年7月1日，普通汽車駕駛執照及機車駕駛執照改為終生有效、不需再定期換照；此日之前發行的普通汽車駕駛執照及機車駕駛執照，無論過期與否，自動視為永久有效；在此日之後所發行的普通汽車駕駛執照及機車駕駛執照不再列出有效日期。
2017年7月1日，普通汽駕駛執照及機車駕駛執照再度改為使用至駕駛人75歲以前有效，滿75歲後需每3年通過體檢及認知功能測驗合格後換發；此日之前發行的普通汽車駕駛執照及機車駕駛執照，無論過期與否，自動視為75歲以前有效；此日之後所發行的普通汽車駕駛執照及機車駕駛執照，改列出駕駛人屆滿75歲之有效日期，屆滿75歲後需每3年換發。申請各項異動時，仍需換發駕駛執照。但職業駕駛執照、受終身不得考領駕駛執照處分重新申請考驗初次取得的駕駛執照，及外國人、大陸地區人民、香港居民、澳門居民或臺灣地區（含金門縣及連江縣）無戶籍國民考領的駕駛執照，仍需定期換照。
| 中 華 民 國 交通部製發汽車駕駛執照 | 中 華 民 國 交通部製發汽車駕駛執照 | 中 華 民 國 交通部製發汽車駕駛執照 | 中 華 民 國 交通部製發汽車駕駛執照 | 中 華 民 國 交通部製發汽車駕駛執照 | 照 片                          | 照 片                          | 照 片                          |
| 駕照 號碼                          | A000000000                         | A000000000                         | 性別                               | Ｘ                                 | 照 片                          | 照 片                          | 照 片                          |
| 姓 名                              | ＸＸＸ                             | ＸＸＸ                             | ＸＸＸ                             | ＸＸＸ                             | 照 片                          | 照 片                          | 照 片                          |
| 出生 日期                          | YYY.MM.DD                          | 駕照 種類                          | ＸＸＸＸＸＸ                       | ＸＸＸＸＸＸ                       | ＸＸＸＸＸＸ                   | 持照 條件                      | Ｘ                             |
| 住 址                              | ＸＸＸＸＸＸＸＸＸＸＸＸＸＸＸ     | ＸＸＸＸＸＸＸＸＸＸＸＸＸＸＸ     | ＸＸＸＸＸＸＸＸＸＸＸＸＸＸＸ     | ＸＸＸＸＸＸＸＸＸＸＸＸＸＸＸ     | ＸＸＸＸＸＸＸＸＸＸＸＸＸＸＸ | ＸＸＸＸＸＸＸＸＸＸＸＸＸＸＸ | ＸＸＸＸＸＸＸＸＸＸＸＸＸＸＸ |
| 有效 日期                          | YYY.MM.DD                          | YYY.MM.DD                          | 管轄 編號                          | XXXXXXXXXXXXX                      | XXXXXXXXXXXXX                  | XXXXXXXXXXXXX                  | XXXXXXXXXXXXX                  |
| 發照 日期                          | YYY.MM.DD                          | YYY.MM.DD                          | 審驗 日期                          | YYY.MM.DD                          | YYY.MM.DD                      | YYY.MM.DD                      | YYY.MM.DD                      |

| 駕照 號碼 | 駕駛人之中華民國國民身分證或中華民國居留證字號 |
| 性別      | 駕駛人於國民身分證或居留證登記之性別 |
| 姓名      | 駕駛人於國民身分證或居留證登記之中文姓名（最多二十四字） |
| 出生 日期 | 駕駛人於國民身分證或居留證登記之出生日期 |
| 駕照 種類 | 記載格式如上表之駕照註記一欄。 |
| 持照 條件 | A–無限制；B–駕駛自動排檔車；C–加註條件（於背面記載） |
| 住址      | 駕駛人之戶籍地址（和國民身分證登記的住址相同）或居留證記載之居留地址 |
| 有效 日期 | 普通汽車駕駛執照及機車駕駛執照在2017年已修法為至屆滿75歲 普通汽車駕照及機車駕照滿75歲後需每3年體檢及認知功能測驗合格後換發 職業汽車駕駛執照仍為每3年審驗1次，每6年換證1次 |
| 管轄 編號 | 開頭二碼，為監理單位代碼；中間七碼，為發（換）照日期（年／月／日）；最後四碼，為發（換）照時間（時／分）。                                                                |
| 發照 日期 | 駕駛執照考試通過後3天內日期 |
| 審驗 日期 | 職業汽車駕駛人進行審驗之期限，普通駕照換發職業駕照日起3年後之生日。 |

## 駕駛執照考試及駕駛人訓練

### 駕駛執照考試
駕駛執照考試由各縣市公路監理機關辦理，報考普通汽車駕駛執照、普通輕型機車駕駛執照及普通重型機車駕駛執照最低年齡為18周歲，最高年齡無限制；報考大型重型機車駕駛執照最低年齡為20周歲，且須持有普通重型機車駕照滿一年以上，最高年齡無限制。經筆試、路試合格後予以核發，自2017年7月1日起，普通汽車駕駛執照及機車駕駛執照再度改為使用至駕駛人75歲以前有效。
報考輕型機車及普通重型機車之駕駛執照為網路預約，於填妥報名表、繳交相關費用和體檢表（至承辦駕照體檢之公立醫院、教學醫院或全民健保特約醫院體檢），在筆試通過後可至路考場通過考試後現場領取駕照；報考輕型機車駕駛執照在2015年12月31日前僅需通過筆試免路考，在2016年1月1日起必須參加筆試及路考並合格後始得核發輕型機車駕照，在新制之後取得之汽車駕照必須參加路考取得輕型機車駕照，即可駕駛輕型機車。
目前筆試皆為電腦答題，也有多種模擬軟體可供練習，不識字者可改以口試應考。大多數監理站會針對不識字者及不熟悉中文讀寫的新移民等人士開辦考照輔導班。
取得普通汽車駕照後滿3個月可報考職業汽車駕駛執照者；最低年齡為20周歲，最高年齡不得超過65周歲。經筆試（機械常識）、路試（僅普通小型車轉考職業駕照需應考路試，普通大貨車、普通大客車及普通聯結車轉考職業駕照免考路試）合格後予以核發同等級之職業汽車駕照。職業汽車駕駛執照有效期限為六年（於考試及格且核發後的第一個生日起算），但其中每3年需進行審驗（逾期1年以上未審驗者，逕行註銷其職業駕照）。且超過60周歲後需每年體檢。

### 駕駛訓練
持有小型車駕駛執照者可駕駛輕型機車、小貨車、小客車、代用小客車、小客貨兩用車；持有大貨車駕駛執照者可駕駛大貨車，以及其他小型車駕照可駕之車種；持有大客車駕駛執照者可駕駛大客車、大客貨兩用車、代用大客車、曳引車（僅母車無子車），以及其他大貨車駕照可駕之車種；持有聯結車駕駛執照者可駕駛以上所列之所有車種（機車除外）。部分較高級之駕駛執照必須完成「駕駛人訓練班」所開設之學科及術科課程後，方可舉行駕駛執照考試。
| 聯結車 駕照 | 持有大客車駕照滿6個月 持有大貨車駕照滿1年 6個月 | 5週     | 大貨車 駕照 | 持有小型車駕照滿6個月 | 4週  | 大型 重型 機車 駕照 | 滿20足歲 且持有普通重型機車駕照滿1年 （需經訓練機關訓練不得自學） | 1週 |
| 聯結車 駕照 | 持有大客車駕照滿1年 持有大貨車駕照滿2年         | 自學    | 大貨車 駕照 | 持有小型車駕照滿1年   | 自學 | 大型 重型 機車 駕照 | 滿20足歲 且持有普通重型機車駕照滿1年 （需經訓練機關訓練不得自學） | 1週 |
| 大客車 駕照 | 持有大貨車駕照滿6個月 持有小型車駕照滿2年       | 4週 7週 | 小型車 駕照 | 滿18足歲              | 35天 | 普通 重型 機車 駕照 | 滿18足歲                                                          |     |
| 大客車 駕照 | 持有大貨車駕照滿1年                             | 自學    | 小型車 駕照 | 滿18足歲              | 自學 | 普通 輕型 機車 駕照 | 滿18足歲                                                          |     |

- 報考小型車：體檢完後可領取小型車學習駕駛證，在指定區域練習駕駛（並由領有小型車駕照者在旁監護），滿3個月後可報名路考；若參加駕駛訓練班則可於35天課程結訓後報名路考（通常由當地監理機關外派監考官至駕訓班場地路考）。

## 准許駕駛之車輛型式
| 車型                  | 聯結車                                               | 大客車                                                            | 大貨車                  | 小型車                                              | 大型重型機車                           | 普通重型機車                                             | 普通輕型機車                                                | 小型輕型機車                                                |
| --------------------- | ---------------------------------------------------- | ----------------------------------------------------------------- | ----------------------- | --------------------------------------------------- | -------------------------------------- | -------------------------------------------------------- | ----------------------------------------------------------- | ----------------------------------------------------------- |
| 車型                  | 汽車與重型拖車所組成之車輛，分為半聯結車與全聯結車。 | 座位在十座以上或總重量逾5,000kg之客車。分為大客車與雙節式大客車。 | 總重量逾5,000kg之貨車。 | 座位在九座以下之客車；或總重量在5,000kg以下之貨車。 | 汽缸總排氣量逾250cm³；輸出馬力逾40HP。 | 汽缸總排氣量在50cm³–250cm³之間。輸出馬力在5HP–40HP之間。 | 汽缸總排氣在50cm³以下。電動車最大輸出馬力在1.34HP–5HP之間。 | 電動車最大輸出馬力小於1.34HP；且最大行駛速率在45km/hr以下。 |
| 聯結車 駕駛執照       | ✅                                                   | 🔼                                                                | ✅                      | ✅                                                  | ❌                                     | ❌                                                       | ❌                                                          | ❌                                                          |
| 大客車 駕駛執照       | ❌                                                   | ✅                                                                | ✅                      | ✅                                                  | ❌                                     | ❌                                                       | ❌                                                          | ❌                                                          |
| 大貨車 駕駛執照       | ❌                                                   | ❌                                                                | ✅                      | ✅                                                  | ❌                                     | ❌                                                       | ❌                                                          | ❌                                                          |
| 小型車 駕駛執照       | ❌                                                   | ❌                                                                | ❌                      | ✅                                                  | ❌                                     | ❌                                                       | ❌                                                          | ❌                                                          |
| 大型重型機車 駕駛執照 | ❌                                                   | ❌                                                                | ❌                      | ❌                                                  | ✅                                     | ✅                                                       | ✅                                                          | ✅                                                          |
| 普通重型機車 駕駛執照 | ❌                                                   | ❌                                                                | ❌                      | ❌                                                  | ❌                                     | ✅                                                       | ✅                                                          | ✅                                                          |
| 普通輕型機車 駕駛執照 | ❌                                                   | ❌                                                                | ❌                      | ❌                                                  | ❌                                     | ❌                                                       | ✅                                                          | ✅                                                          |
| 小型輕型機車 駕駛執照 | ❌                                                   | ❌                                                                | ❌                      | ❌                                                  | ❌                                     | ❌                                                       | ❌                                                          | ✅                                                          |

## 國際駕照及免試互換駕照協議

### 國際駕照

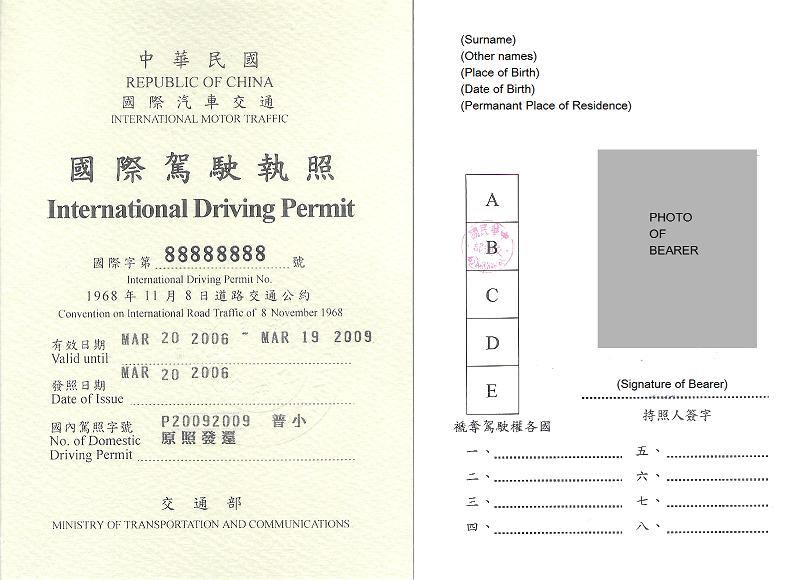
中華民國國際駕駛執照

中華民國為1968年《維也納道路交通公約》之締約國，各締約國駕照持有者可辦理國際駕駛執照（IDP）以在其它締約國駕駛汽車，方便跨國旅行者出行。但由於1971年中華民國退出聯合國，有部分國家不承認中華民國之締約國身份，亦不承認其國際駕照。

### 免試申換駕照

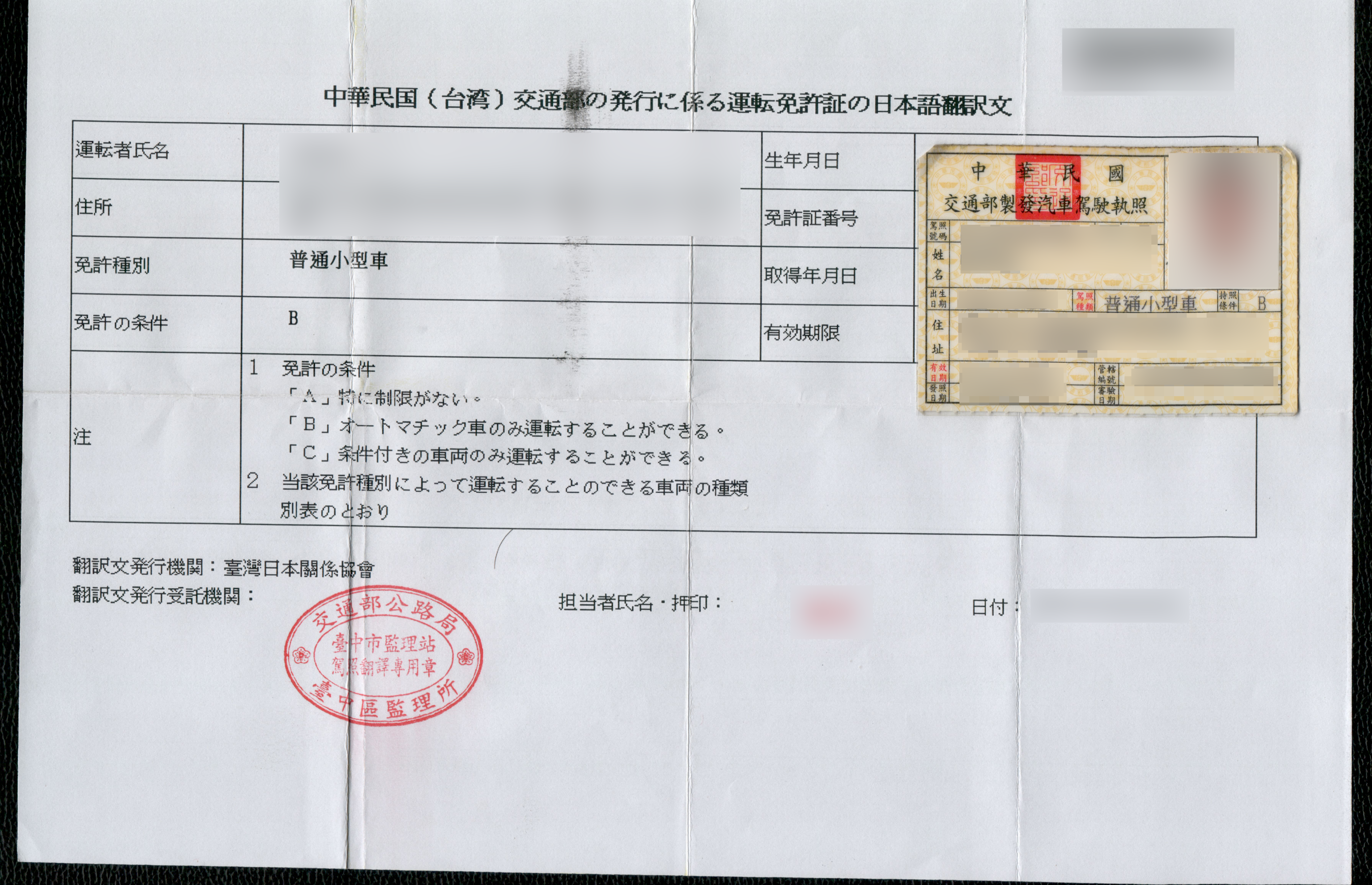
中華民國汽車駕駛執照與官方日文譯本。依照協定，中華民國汽車駕駛執照持有者，只要有官方日文譯本，就可以在日本開車

中華民國與全球多個國家和地區簽有免試互換駕照協議，中華民國定居相關地區者可持中華民國駕照免試申領當地駕照，而相關地區定居中華民國（台灣）者亦可持原有駕照依平等互惠原則免考換發同等車類之中華民國普通駕駛執照。持有外國正式駕駛執照而在中華民國自由地區設有戶籍的中華民國國民，可以免考換發同等車類之中華民國普通駕駛執照，不受平等互惠原則限制。在臺以外國駕照換取中華民國駕照，外國駕照需應經中華民國駐外辦或經外國駐臺部門驗證，如美國在台協會的美國駕照驗證服務。
與中華民國簽訂免試互換駕照協議之國家（地區）如下：

#### 北美及歐洲
- 美国部分地區[註 5]
- 加拿大
- 法國
- 德国
- 瑞士
- 義大利
- 葡萄牙
- 英国
- 愛爾蘭
- 比利时
- 荷蘭
- 丹麦
- 芬兰
- 波蘭
- 盧森堡
- 斯洛伐克
- 拉脫維亞
- 捷克
- 立陶宛
- 匈牙利
- 西班牙
- 希腊
- 挪威
- 斯洛維尼亞
- 瑞典
- 羅馬尼亞
- 保加利亚

#### 亞太
- 香港
- 澳門
- 日本
- [註 6]
- 新西兰
- 马来西亚
- 泰國
- 菲律賓
- 帛琉
- 所罗门群岛
- 基里巴斯
- 马绍尔群岛
- 萨摩亚
- 尼泊尔
- 印度尼西亞
- 印度
- 俄羅斯
- 柬埔寨
- 斯里蘭卡
- 新加坡
- 緬甸
- 斐济
- 瑙鲁
- 密克羅尼西亞聯邦
- 法屬玻里尼西亞

#### 拉美
- 墨西哥
- 巴拿马
- 巴拉圭
- 圣基茨和尼维斯
- 圣卢西亚
- 海地
- 乌拉圭
- 巴哈马
- 千里達及托巴哥
- 智利
- 委內瑞拉
- 阿根廷
- 玻利维亚
- 哥伦比亚
- 秘魯

#### 西亞
- 土耳其
- 以色列
- 伊朗
- 沙烏地阿拉伯
- 阿联酋
- 阿曼
- 科威特
- 约旦
- 黎巴嫩
- 巴林

#### 非洲
- 南非
- 尼日尔
- 安哥拉
- 利比亞
- 奈及利亞
- 马拉维
- 马达加斯加
- 莫桑比克
- 聖多美和普林西比
- 模里西斯
- 利比里亚
- 賴索托

## 備註
1. ↑  依據「道路交通安全規則」第60條、第61條規定已領有聯結車駕駛執照者（已領有大客車駕駛執照1年以上之經歷申請考驗取得聯結車駕駛執照者），得駕駛大客車（含雙節式大客車）、大貨車、代用大客車、大客貨兩用車、曳引車、小型車（含小型車附掛拖車）。自2007年2月1日起已領有大貨車駕駛執照二年以上之經歷申請考驗取得聯結車駕駛執照者，不得駕駛大客車、代用大客車、大客貨兩用車。該類聯結車駕駛執照於後方持照條件內登載"C加註條件：不得駕駛大客車、代用大客車、大客貨兩用車"。
2. 1 2 3 4 5 6 7 8  依據112年5月3日修正公布道路交通管理處罰條例第22條第5款規定，自112年6月30日後取得聯結車、大客車、大貨車、小型車駕駛執照者，不得駕駛輕型機車。修正之條文施行前已取得該汽車駕駛執照者，不在此限。[12]
3. ↑  註3：依據「道路交通安全規則」第61條第1項第二款規定：已領有大客車駕駛執照者，得駕駛大貨車、代用大客車、大客貨兩用車、曳引車、小型車。但不得駕駛雙節式大客車。
4. 1 2 3  為配合法規修訂，自2016年1月1日起輕型機車考照納入路考，其相關規定如下：申請輕型機車考照應參加筆試、路考（騎乘輕型機車應考）合格後，始得核發輕型機車駕照，另有關輕型晉級普通重型考照，再加考路考項目均依現行普通重型機車考驗項目辦理。現行普通重型機車路考評分標準暨成績紀錄表修正為普通重型及輕型機車駕駛人路考評分標準暨成績紀錄。
5. ↑  包含46個州份、華盛頓哥倫比亞特區、以及3個未合併建制領地
6. ↑  不含海外領地